# Route départementale 24 (Eure-et-Loir)
Pour les articles homonymes, voir Route départementale 24.
Dans le département français d'Eure-et-Loir, la route départementale 24 ou  RD 24 relie, dans sa partie ouest, Chartres à Senonches par Digny et dans sa partie est, Chartres à Sainville pour rejoindre Étampes dans le département de l'Essonne où elle est renommée RD 21.

## Description
La RD 24 est orientée selon l'axe est-ouest. Le tronçon est a une longueur d'environ 35 km et le tronçon ouest de 37,2 km, soit un total d'environ 72 km.

## Tracé et communes traversées (16)

### Tronçon Chartres-Sainville (est)
- Chartres
- Houville-la-Branche
- Béville-le-Comte
- La Chapelle-d'Aunainville
- Sainville

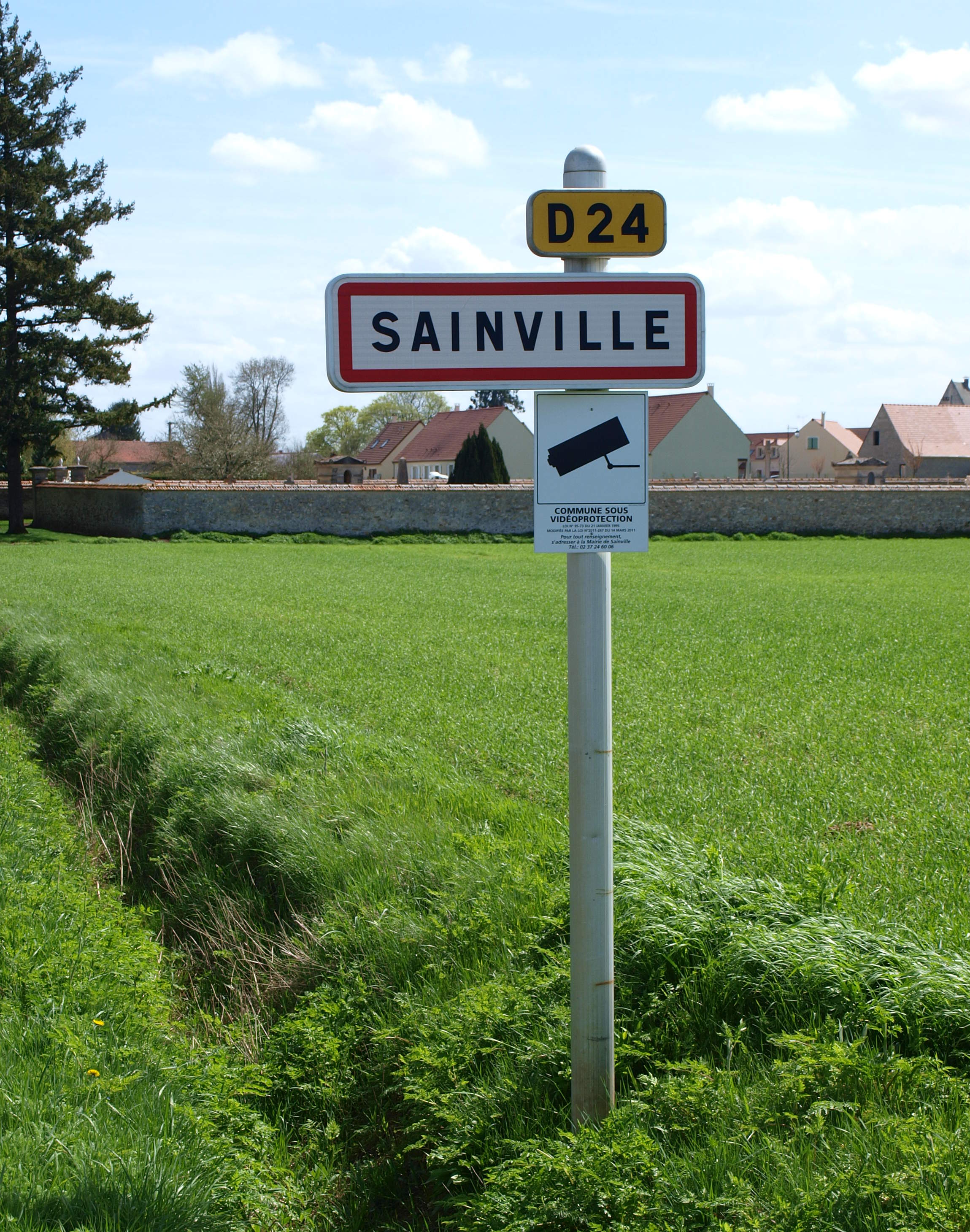
Sainville.

- Essonne : RD 21 vers Chalo-Saint-Mars et Étampes

### Tronçon Chartres-Senonches (ouest)
- Chartres
- Mainvilliers
- Mondonville, hameau d'Amilly
- Saint-Aubin-des-Bois
- Fontaine-la-Guyon
- Orébin, hameau de Fontaine-la-Guyon
- Saint-Arnoult-des-Bois
- Le Rouvray, hameau de Favières
- Le Tronchet-Cordel, hameau de Digny
- Digny, intersection avec la RD 928
- La Ville-aux-Nonains, ancienne commune rattachée à :
- Senonches